# Aubria occidentalis
Aubria occidentalis és una espècie de granota que viu al Camerun, Costa d'Ivori, Ghana, Guinea, Libèria, Nigèria i, possiblement també, a Togo.
Està amenaçada d'extinció per la pèrdua del seu hàbitat natural.